# Фазанерія (стадіон)
Міський стадіон Фазанерія (словен. Mestni stadion Fazanerija) — багатофункціональний стадіон у місті Мурська Собота, Словенія. Наразі він використовується переважно для проведення футбольних матчів і є домашнім стадіоном НШ «Мура». Стадіон був побудований в 1936 році та вміщує 4 506 місць. Разом з трибунами загальна місткість стадіону становить близько 4 700 місць.

## Історія
У 1934 році муніципалітет Мурської Соботи звернувся до архітектора Франца Новака з проханням розробити план стадіону. Перше поле було завершено до 1936 року. Стадіон був офіційно відкритий 28 червня 1936 року і став домашньою ареною місцевої футбольної команди СК Мура. Спочатку стадіон називався Stadion Viteškega Kralja Aleksandra I. Zedinitelja на честь Олександра I Югославського. Вартість будівництва стадіону склала 160 000 югославських динарів.
На початку 1980-х років стадіон було розширено за рахунок будівництва нової головної трибуни. Десятиліттям пізніше, у 1994 році, було збудовано дві додаткові трибуни, розташовані у північній та південній частинах стадіону. У 2001 році всі трибуни були накриті дахом.
У 2017 році роздягальні пройшли повну реконструкцію відповідно до стандартів УЄФА. У 2019 році на «Фазанерії» з'явилося прожекторне освітлення. У 2019 та 2020 роках стадіон зазнав подальших реконструкцій та коригувань, включаючи нові сидіння, реконструкцію трибуни для гостей, реконструкцію даху, реконструкцію вежі з камерами та новий пресцентр.

## Події
Стадіон в основному використовується для проведення футбольних матчів і є домашнім стадіоном клубу НШ Мура. Раніше стадіон використовувався клубами НК «Мура» та НД «Мура 05», які були розпущені у 2005 та 2013 роках відповідно. На стадіоні відбулися три матчі збірної Словенії. Фазанерія також іноді використовується як місце проведення матчів словенських молодіжних команд та жіночої національної збірної Словенії.
| Дата                | Конкуренція | Суперник | Результат | Відвідуваність |
| ------------------- | ----------- | -------- | --------- | -------------- |
| 19 червня 1991 року | Товариський | Хорватія | 0–1       | 4 000          |
| 22 квітня 1998 року | Товариський | Чехія    | 1–3       | 2 000          |
| 20 серпня 2003      | Товариський | Угорщина | 2–1       | 4 000          |